# 長田町站
長田町站（日语：／ Nagatamachi eki */?）是位於石川縣金澤市長田町，北陸鐵道金石線的鐵路車站（廢站）。

## 概要
金石線從中橋站出發後，為了避開民居，便向北邊以「へ」字形繞過。從此站開始再次與金石街道並行，直至金石站為止。

## 歷史
- 1898年（明治31年）2月5日：金石馬車鐵道車站啟用[1]。
- 1914年（大正3年）8月5日：在同年8月11日電氣化前，金石馬車鐵道改名為金石電氣鐵道。
- 1920年（大正9年）10月22日：中橋站至此站之間開業。
- 1943年（昭和18年）10月13日：在合併後成為北陸鐵道金石線車站。
- 1944年（昭和19年）5月10日：暫停客運業務。
- 1949年（昭和24年）7月20日：客運業務重開。
- 1971年（昭和46年）9月1日：金石線全線廢除，此站也被廢除[1]。

## 車站構造
在曾經成為起點站的時候，此站設有車庫，也有為了轉變行車方向而設置的三角線。此站設有1面1線的客運月台和3條貨物側線，較多運送石油的罐車進出此站。

## 現狀
車站遺址被用作擴寬金石街道。

## 相鄰車站
北陸鐵道
金石線
中橋－長田町－北町

## 注腳
1. 1 2  今尾惠介《日本鐵道旅行地圖帳》6號 北信越（新潮社、2008年）p.31

## 相關項目
- 日本鐵路車站列表 Na